# Християнізація Польщі
Християнізація Польщі (пол. chrystianizacja Polski) — стосуєтьсязапровадження та подальшого поширення християнства в Польщі. Поштовхом до процесу стало Хрещення Польщі (пол. chrzest Polski), особисте хрещення Мешка I, першого правителя майбутньої Польської держави, та значної частини його двору. Церемонія відбулася у Велику суботу, 14 квітня 966 року (за юліанським догригоріанським календарем, що еквівалентно 19 квітня 966 року за григоріанським календарем), хоча точне місце проведення оскаржується істориками, причому найімовірнішими місцями є міста Познань та Гнезно. Головним фактором впливу на рішення Мешка прийняти християнство часто вважають дружину Мешка Дубравку Чеську.
Хоча поширення християнства в Польщі тривало століттями, зрештою цей процес був успішним, оскільки протягом кількох десятиліть Польща увійшла до лав визнаних папством та Священною Римською імперією європейських держав. На думку істориків, хрещення Польщі знаменує собою початок польської державності. Проте, християнізація була тривалим і важким процесом, оскільки більшість польського населення залишалася язичницькою аж до язичницької реакції в 1030-х роках.

## Передісторія

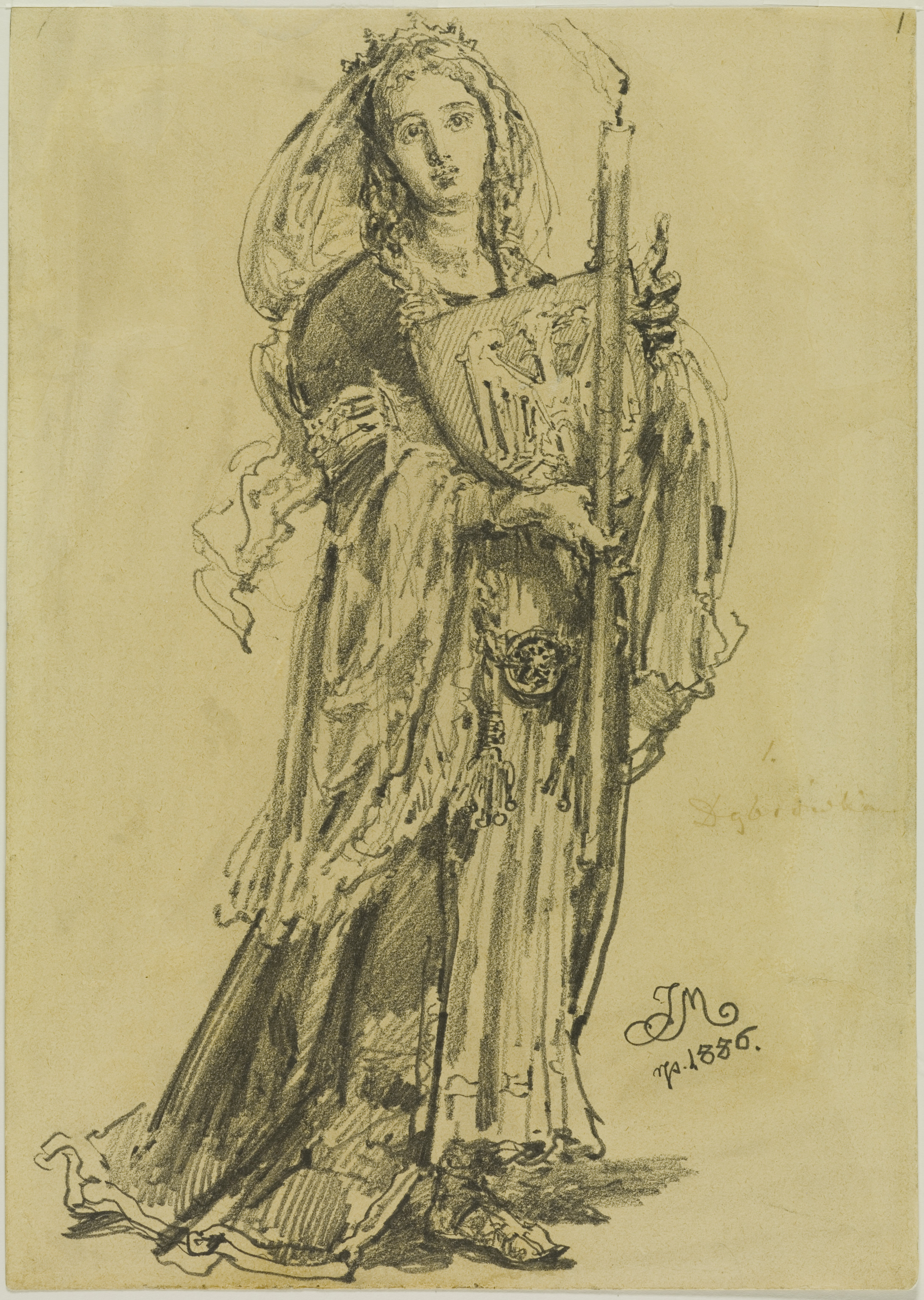
Дубравка Чеська, дружина Мешка, яка відіграла важливу роль у наверненні Польщі до християнства.

До прийняття християнства на території сучасної Польщі існувало кілька різних язичницьких племен. Одним із найпоширеніших язичницьких богів, якого шанували поляки був Святовит. Християнство прийшло приблизно наприкінці IX століття, найімовірніше, приблизно в той час, коли плем'я віслан зіткнулося з християнським обрядом у стосунках зі своїми сусідами, Великою Моравією (Чехією).
Моравський культурний вплив відіграв значну роль у поширенні християнства на польські землі та подальшому прийнятті цієї релігії. На думку Девіса, християнізація Польщі через чесько-польський союз була свідомим вибором з боку польських правителів на користь союзу з чеською державою, а не з німецькою. Подібним чином, деякі пізніші політичні змагання включали відмову Польської церкви підпорядковуватися німецькій ієрархії, а натомість безпосереднє підпорядкування Ватикану.

### Хрещення

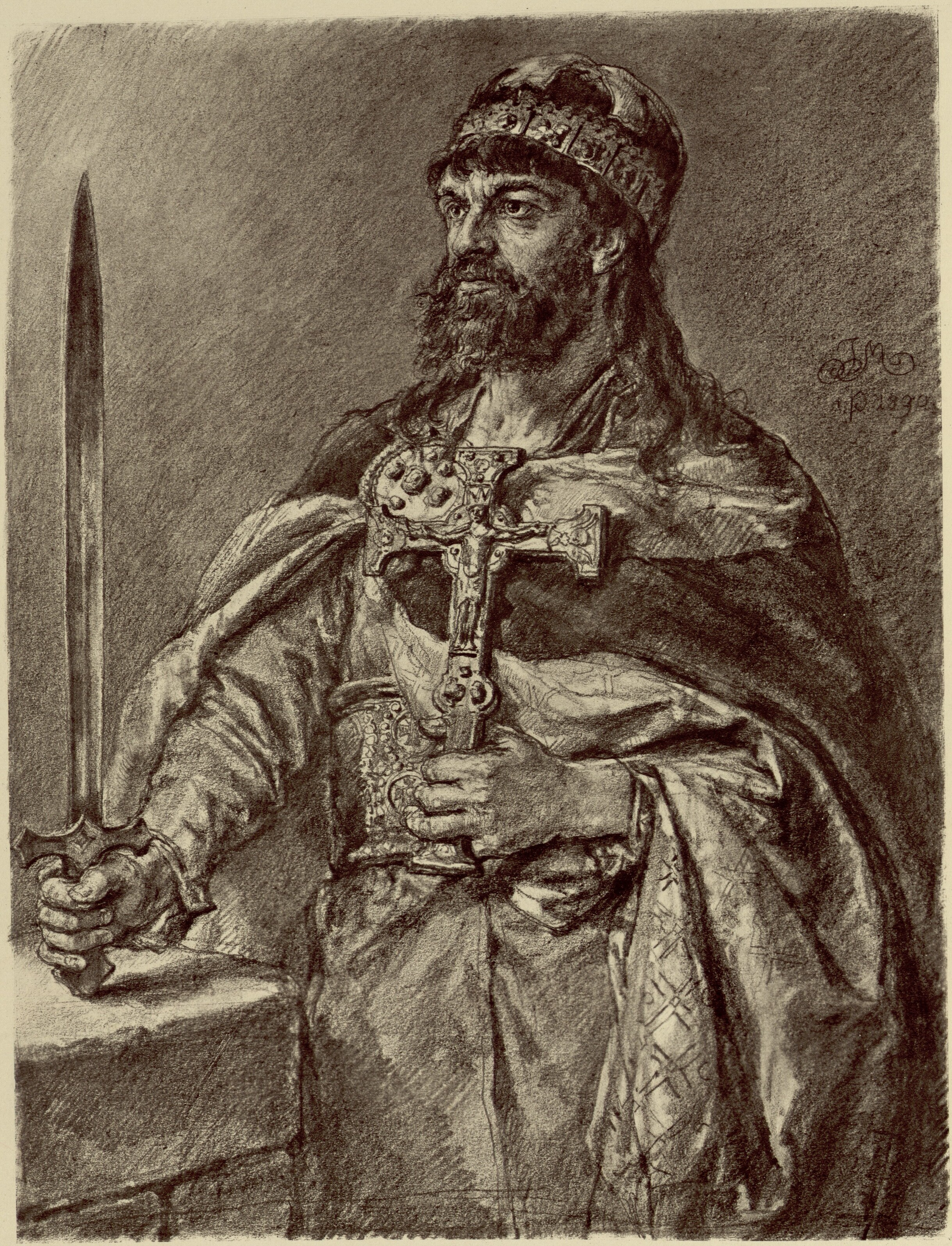
Мешко I, перший християнський правитель Польщі. Зображений Яном Матейком як такий, що тримає розп'яття, як алюзія на Хрещення Польщі.

«Хрещення Польщі» стосується церемонії, коли перший правитель Польської держави Мешко I та значна частина його двору прийняли християнську релігію. Ревна християнка, Дубравка Чеська, дружина Мешка, відіграла значну роль у поширенні християнства в Польщі та, можливо, мала значний вплив на навернення самого Мешка.
Точне місце хрещення Мешка є предметом суперечок; більшість істориків стверджують, що найбільш ймовірними місцями є Гнезно або Познань. Однак інші історики пропонували альтернативні місця, такі як Острів Ледницький або навіть німецький Регенсбург. Датою хрещення Мешка було 14 квітня 966 року, у Велику суботу.
Церемонії передував тиждень усного катехізису і кілька днів посту. Сама церемонія полягала в обливанні водою відокремлених груп чоловіків і жінок, хоча можливо, що замість цього занурювали їхні голови і помазували миром.

### Християнізація Польщі
Місія хрещення, яка розпочалася у двох великих містах Гнезно і Познані з хрещення Мешка і його двору, поширилася по всій країні. Протягом Х і ХІ століть у Польщі були створені різні церковні органи, які включали в себе будівництво церков і призначення духовенства. Першого єпископа Польщі, Йордана, Папа Іван XIII призначив 968 року. Син Мешка, Болеслав I Хоробрий, підтримував місії християнізації на сусідніх землях, зокрема місію майбутнього святого Адальберта Празького до старих прусів, та 1000 року заснував Гнезненське архієпископство.
Хоча спочатку християнська релігія була «непопулярною та чужою», хрещення Мешка мало великий вплив але потребувало забезпечення державою та зіткнулося з деяким народним опором, зокрема повстанням 1030-х років (особливо інтенсивним у 1035—1037 роках). Проте, на той час Польща вже отримала визнання як повноцінна європейська держава як з боку папства, так і Священної Римської імперії.
З різних провінцій сучасної Польщі християнство поширювалося найповільніше в Помор'ї, де воно отримало значну кількість прихильників лише близько ХІІ століття. Спочатку духовенство походило з західноєвропейських християнських країн; місцеве польське духовенство формувалося протягом трьох-чотирьох поколінь і підтримувалося монастирями та ченцями, яких ставало дедалі більше в ХІІ століття. До ХІІІ століття римський католицизм став панівною релігією на всій території Польщі.
Прийнявши християнство як державну релігію, Мешко прагнув досягти кількох особистих цілей. Він бачив у хрещенні Польщі спосіб зміцнити свою владу, а також використати її як об'єднуючу силу для польського народу. Це замінило кілька менших культів на єдиний, центральний, чітко пов'язаний з королівським двором. Це також покращило б становище польської держави на міжнародній арені. Це також покращило б становище і респектабельність польської держави на міжнародній, європейській арені. Церква також сприяла зміцненню влади монарха і принесла в Польщу багато досвіду в галузі державного адміністрування. Таким чином, церковна організація підтримувала державу, а натомість єпископи отримували важливі державні титули (пізніше вони були членами Сенату Польщі).

## Святкування тисячоліття 1966 року

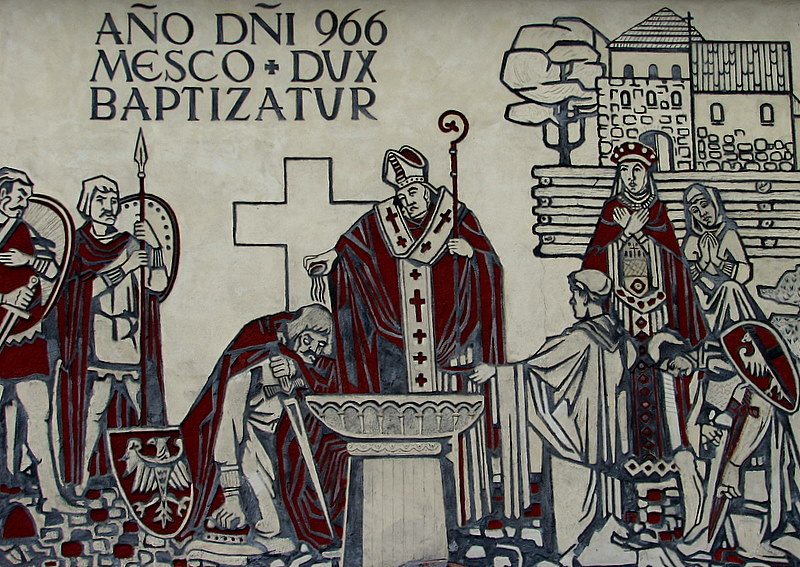
Сучасна фреска в Гнезно, присвячена хрещенню Польщі.

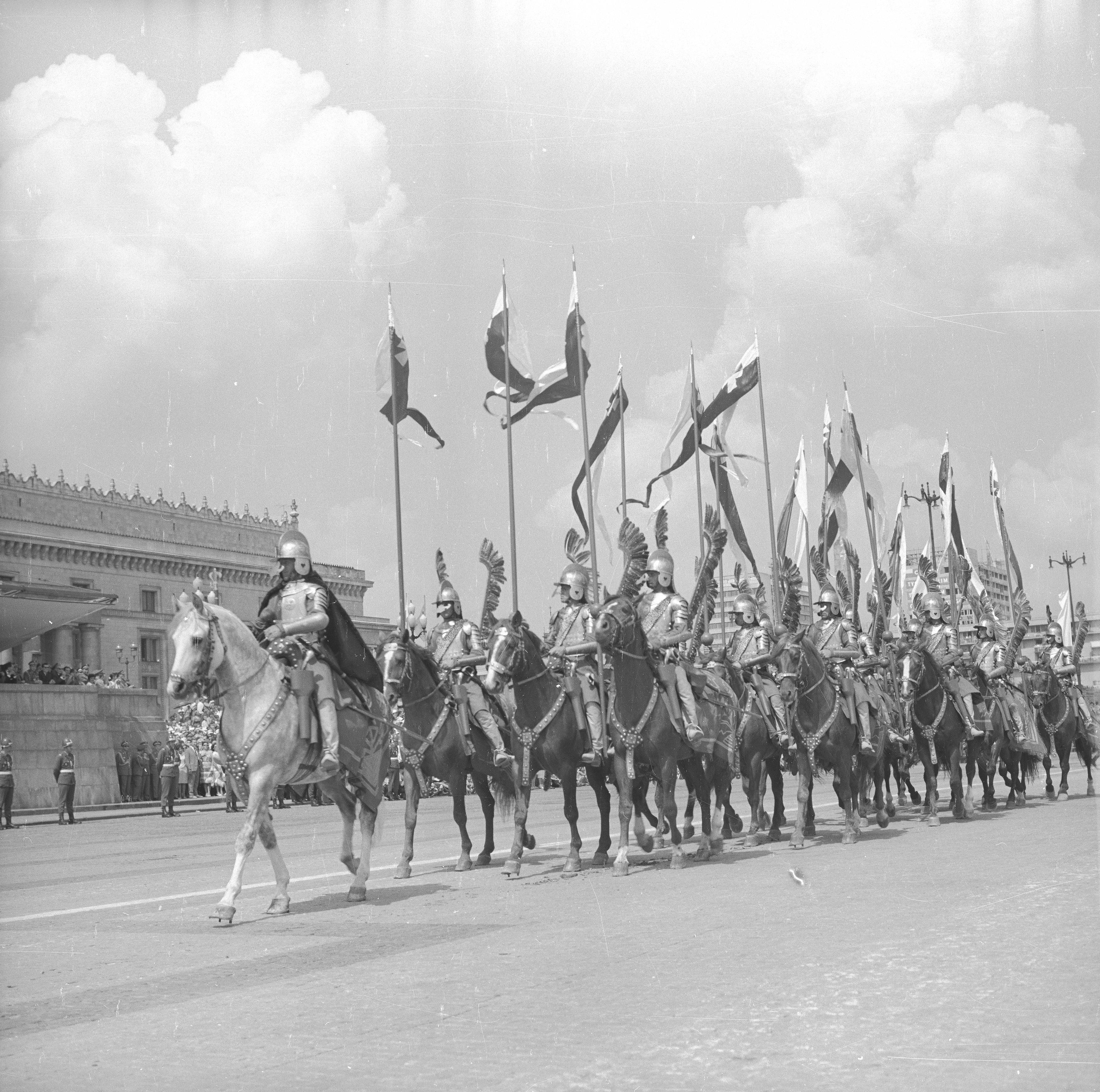
Церемонна кавалерія під час параду в 1966 році.

Підготовка до святкування тисячоліття розпочалася з Великої Новенни 1957 року, яка ознаменувала дев'ятирічний період посту і молитви. У 1966 році Польська Народна Республіка стала свідком великих святкувань 1000-ліття цих подій: Церква відзначала 1000 років християнства в Польщі, а комуністичний уряд святкував світську 1000-ліття польської держави, кульмінацією яких стала дворазова відмова Папі Павлу VI у дозволі на візит до Польщі того ж року. Прагнення комуністичної партії відокремити релігію від держави перетворило святкування на культурне зіткнення між державою і Церквою. У той час як Церква зосереджувалася на релігійних, церковних аспектах хрещення, з гаслами (латиною) на кшталт Sacrum Poloniae Millenium (Священне тисячоліття Польщі), Комуністична партія представляла святкування як світську, політичну річницю створення польської держави, з гаслами (польською) на кшталт Tysiąclecie Państwa Polskiego (Тисяча років Польської Держави). Як зазначив Норман Дейвіс, і Церква, і партія мали «конкуруючі і взаємовиключні інтерпретації значення [хрещення Польщі]».
30 липня 1966 року Бюро гравіювання і друку США випустило 128 475 000 ювілейних марок на честь тисячоліття прийняття християнства в Польщі.
22 липня перед Палацом культури і науки на Парадній площі відбувся ювілейний парад, який збігся зі щорічним святкуванням Національного дня відродження Польщі (що відзначається у річницю підписання Маніфесту PKWN). У ньому взяв участь Владислав Гомулка, тодішній перший секретар Польської об'єднаної робітничої партії, а також члени ПОРП та Польської державної ради. Інспектором параду був маршал Польщі Мар'ян Спихальський, а командував ним командувач Варшавського військового округу генерал-майор Чеслав Варишак (1919—1979). Війська Польської народної армії брали участь у параді, серед яких були такі підрозділи, як Почесна варта Польської народної армії (ПНА), Оркестр ПНА (під керівництвом полковника Ліштока), а також курсанти військових академій та інших церемоніальних підрозділів, одягнені в польський історичний одяг часів династії П'ястів. Наразі парад вважається найбільшим військовим парадом в історії Польщі.